# دراونینگ پول (فیلم)
دراونینگ پول (انگلیسی: The Drowning Pool) فیلمی در ژانر مرموز به کارگردانی استوارت روزنبرگ است که در سال ۱۹۷۵ منتشر شد.

## بازیگران
- پل نیومن
- جوآن وودوارد
- آنتونی فرنسیوسا
- مورای همیلتون
- گیل استریکلند
- ملانی گریفیث
- ریچارد جاکل
- اندرو رابینسون
- کورال براون